# SN 2003fj
SN 2003fj – supernowa typu Ia odkryta 24 maja 2003 roku w galaktyce A141945+5232. W momencie odkrycia miała maksymalną jasność 22,20m.